# Scolyme
Scolymus
Genre
Classification phylogénétique
Scolymus (les scolymes) est un genre de plante à fleurs  appartenant à la famille des Astéracées (ou Composées). Ce sont des plantes épineuses méditerranéennes. Tout aussi piquants que les chardons, les scolymes se distinguent notamment d'eux par leurs fleurs ligulées (et non tubulées) et par le fait que les capitules poussent à l'aisselle des feuilles, et non à l'extrémité de la tige.

## Espèces
- Scolymus grandiflorus Desf. (le scolyme à grandes fleurs)
- Scolymus gymnospermus	Gaertn.
- Scolymus hispanicus L. (le scolyme d'Espagne)
- Scolymus maculatus L. (le scolyme taché)

## Habitat et description
Ces espèces sont assez similaires et ont le même habitat : l'Espagne et le Roussillon surtout, plus généralement le bassin méditerranéen, dans les terrains vagues ou les champs, sur sol sablonneux. Les feuilles, alternes, sont nombreuses et profondément découpées, surtout au sommet de la tige. Celles de Scolymus maculatus ont une bordure et des nervures blanches. Elles sont très épineuses. Les fleurs, formant des capitules axillaires, sont jaune doré, à cinq dents. Les fruits sont des akènes à pappus assez peu important, parfois absent.

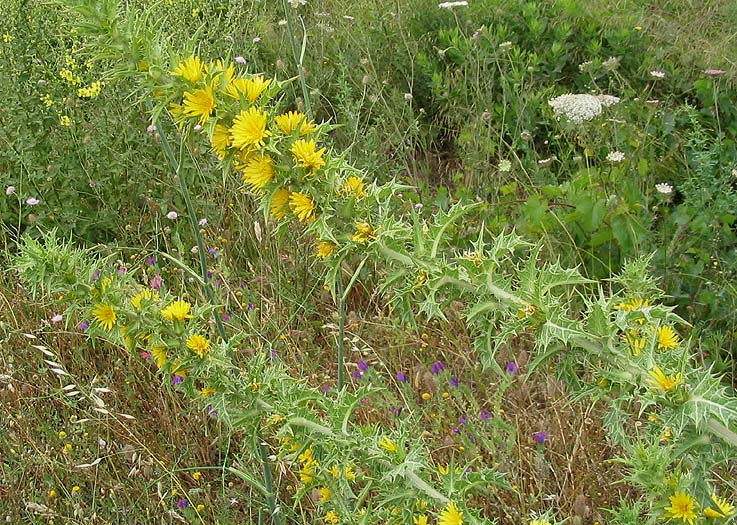
Vue d'ensemble de Scolymus maculatus.